# Ledovec Kaskawulsh

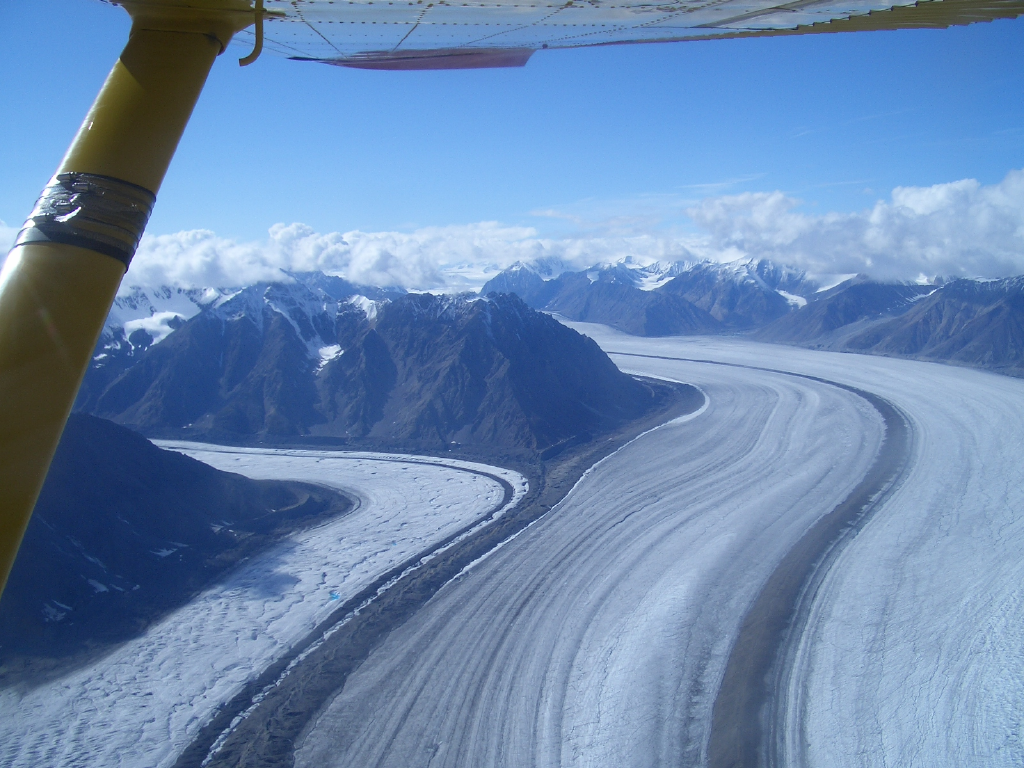
ledovec Kaskawulsh, srpen 2014

Ledovec Kaskawulsh je rozlehlý údolní ledovec v pohoří Saint Elias Mountains. Nachází se v národním parku Kluane, v kanadském teritoriu Yukon. Rozprostírá se v nadmořské výšce 2 000 až 3 000 m n. m. na ploše přibližně 25 000 km². Ledovec končí svým čelem na pomezí dvou údolí. Jedním protéká řeka Slims, které je součástí povodí Yukonu (Beringovo moře), druhým údolím protéká řeka Kaskawulsh (povodí řeky Alsek, potažmo Aljašského zálivu). Ve svém nejširším místě má až 6 km široký.
Až do roku 2016 drtivá většina vody z tajícího ledovce směřovala do řeky Slims. V roce 2016 však čelo ledovce ustoupilo a průtok vody se přesměroval do řeky Kaskawulsh. Tento hydromorfologický úkaz je formou pirátství vodních toků. V následku přesměrování vody výzkumníci očekávájí, že se jezero Kluane na řece Slim postupem času stane bezodtokovým jezerem.